# Keep Up (KSI-dal)
A Keep Up a brit rapper, KSI kislemeze debütáló középlemezéről, a Keep Up-ról (2016). A dalon közreműködött Jme, producere Sway és Show N Prove voltak. A kislemez 2015. november 13-án jelent meg az Island Records kiadón keresztül. A dal 45. helyig jutott az Egyesült Királyságban és szerepelt az ír és ausztrál slágerlistákon. 2015. november 15-én jelent meg a dal videóklipje.

## Teljesítménye
A dal 45. helyen debütált a Brit kislemezlistán, ahonnan három hét után kiesett. 2016 januárjában visszatért a kislemezlistára a Keep Up középlemez megjelenése után. Összesen 12 hetet töltött a Brit R&B-listán, hetedik helyig jutott. Ezek mellett 78. helyig jutott az ARIA kislemezlistán a középlemez megjelenése után, amellyel KSI első dala volt, ami szerepelt slágerlistán Ausztráliában.

## Videóklip
A dal videóklipjét Jack Delaney rendezte és Londonban forgatták 2015 szeptemberében. A forgatást KSI New Music Video! című YouTube videójában lehetett látni. 2015. november 15-én jelent meg, 41 millió megtekintése van.

## Közreműködő előadók
A Tidal adatai alapján.
- KSI – vokál, dalszerző
- Jme – vokál, dalszerző
- Sway – producer, dalszerző, hangmérnök
- Show N Prove – producer, dalszerző
- DJ Turkish – hangmérnök, keverés
- Oscar Lo Brutto – stúdiós
- Nicola Scordellis – vokál

## Slágerlisták
| Slágerlista (2015–16)    | Legmagasabb pozíció |
| ------------------------ | ------------------- |
| Ausztrália (ARIA)        | 78                  |
| Írország (IRMA)          | 90                  |
| Skócia (OCC)             | 40                  |
| Brit kislemezlista (OCC) | 45                  |
| Brit R&B-lista (OCC)     | 7                   |

## Kiadások
| Régió       | Dátum              | Formátum                         | Kiadó  | For.   |
| ----------- | ------------------ | -------------------------------- | ------ | ------ |
| Világszerte | 2015. november 13. | - digitális letöltés - streaming | Island | [ 12 ] |